# Vinzenz Maria Demetz
Vinzenz Maria Demetz, in italiano Vincenzo e in islandese Sigurður Demetz Franzson (Ortisei, 11 ottobre 1912 – Reykjavík, 7 aprile 2006), è stato un tenore e compositore italiano naturalizzato islandese.

## Biografia
Figlio di Franzl e Maria Mauroner dal Gustin, lasciò il suo villaggio natale all'età di 18 anni, prima per andare a Padova e poi a Milano per studiare canto. Nel 1935 vinse un concorso di canto a Vienna. Venne quindi assunto all'Opera di Stato di Dresda, dove però non poté rimanere a lungo a causa di motivi di salute. Demetz fu quindi aiutato da Herbert von Karajan. Si esibì al Teatro dell'Opera di Roma, al Teatro San Carlo di Napoli e al Teatro alla Scala di Milano e in molti altri teatri di Spagna, Francia, Austria, Germania e Italia.
Nel 1955 Demetz si trasferì con la sua fidanzata, la cantante islandese Svanhvit Egilsdóttir, in Islanda, dove fu costretto a prendere il nome (per poter ricevere la cittadinanza) di Sigurður Demetz Franzson. Ebbe a lavorare sia a Reykjavík che ad Akureyri sia come regista che come insegnante di canto corale, portando il bel canto, l'opera e l'arte canora europea in Islanda.
In estate era solito fare la guida turistica, soprattutto in tedesco.
Dopo la sua morte la scuola di canto Söngskóli di Reykjavík è stata intitolata a Sigurður Demetz.
Anche durante la sua permanenza in Islanda, Demetz coltivò la sua cultura d'origine, parlando in ladino, tedesco, oltre che in italiano (era iscritto anche all'associazione culturale italiana d'Islanda).

## Opere
- Vinzenz Maria Demetz, Nina Nana Ladina in 30 cianties per Gherdëina, Editore Union di Ladins de Gherdëina. Edizions Carrara, Bergamo 1955 (spartiti)
- Vinzenz Maria Demetz, Anda Trina dal Juntlan in 30 cianties per Gherdëina, Editore Union di Ladins de Gherdëina. Edizions Carrara, Bergamo 1955 (spartiti)
- 1970: La mosules de Cuca. Storia per i pitli de Vinzenz Maria Demetz Feur
- 1947 (Milano): Pion sen sa mont (Andiamo al pascolo).
- 1951 Nina nana ladina
- 1978, 8-9; Cravatte nel 1981,
- 1955: Anda Trina dal Juntlan (14 Str di 8 V. vierhebigen nella coppia rima.). In: Kostner /Moroder 1955, 79-83.
- 1978: L'angiul de Gherdëina

## Onorificenze
- Cittadino onorario di Ortisei
- Cavaliere della Repubblica
- Cavaliere ufficiale in Islanda